# 十二边石
十二边石是一块印加文明的古石。位于秘鲁库斯科市哈通鲁米约克街，被认为是秘鲁的国家文化遗产。这块石头是库斯科大主教宫殿所在地的一部分，该宫殿以前是库斯科王国的第六任君主印加罗卡的住所。  
2014年3月8日，石块被人涂鸦破坏，导致无法彻底清理此痕迹。   

## 特征
十二边石的材质是闪长岩，因为它的高平整度和十二边的形状，表现了印加建筑的完美主义，而广受欢迎。 
该街区被列为秘鲁国家文化遗产，位于库斯科市，距首都利马1,105公里。这块石头对于古印加建筑的研究具有重大意义，所以经常被参观，印加遗迹中也存在其他具有相同或更多边的石头，但位于库斯科市中心的十二边石是最著名的。 

## 延伸阅读
- 科里坎查